# Portlethen
Portlethen est une ville portuaire écossaise située dans l’Aberdeenshire, à 7 km au sud de la ville d’Aberdeen.